# 格拉夫頓 (新罕布什爾州)
格拉夫頓（英語：Grafton）是一個位於美國新罕布什爾州格拉夫頓縣的鎮。

## 人口
根據2020年美國人口普查的數據，格拉夫頓的面積為109.80平方千米，當中陸地面積為107.40平方千米，而水域面積為2.40平方千米。當地共有人口1385人，而人口密度為每平方千米13人。